# Уайт, Гэвин (футболист)
Гэвин Уайт (англ. Gavin Whyte; род. 31 января 1996, Белфаст) — североирландский футболист, правый полузащитник клуба «Дерри Сити» и сборной Северной Ирландии.

## Клубная карьера
Уайт — воспитанник клуба «Крусейдерс». 26 апреля 2014 года в матче против «Клифтонвилла» он дебютировал в североирландской Премьер лиге. 2 сентября в поединке против «Колрейна» Гэвин забил свой первый гол за «Крусейдерс». 21 февраля 2015 года в матче против «Гленавона» он сделал хет-трик. В 2018 году Уайт забил 21 гол, став лучшим бомбардиром чемпионата. В составе «Крусайдерс» он трижды выиграл чемпионат.
Летом 2018 года Уайт перешёл в английский «Оксфорд Юнайтед». 4 августа в матче против «Барнсли» он дебютировал в Первой лиге Англии. 21 августа в поединке против «Аккрингтон Стэнли» Гэвин забил свой первый гол за «Оксфорд Юнайтед».
Летом 2019 года Уайт подписал контракт с уэльсским «Кардифф Сити». 3 августа в матче против «Уиган Атлетик» он дебютировал в Чемпионшипе.

## Международная карьера
В 2018 году в товарищеском матче против сборной Израиля Уайт дебютировал за сборную Северной Ирландии. В этом же поединке он забил свой первый гол за национальную команду.

## Достижения
«Крусейдерс»
- Победитель североирландской Премьер лиги (3) — 2014/2015, 2015/2016, 2017/2018